# Wielki Dół
Wielki Dół – przysiółek w Polsce położony w województwie małopolskim, w powiecie miechowskim, w gminie Miechów, przy DK7.
W latach 1975–1998 miejscowość administracyjnie należała do województwa kieleckiego.